# Cappella Arcivescovile
La Cappella del Palazzo Arcivescovile di Ravenna è una cappella situata al primo piano del Palazzo Arcivescovile (ora sede del Museo arcivescovile).
La cappella è inserita, dal 1996, nella lista dei siti italiani patrimonio dell'umanità dall'UNESCO, all'interno del sito seriale "Monumenti paleocristiani di Ravenna".

## Descrizione
Unico monumento di natura ortodossa ad essere stato costruito durante il regno di Teodorico, la Cappella Arcivescovile, conosciuta anche come Cappella di Sant'Andrea, è l'antico oratorio dell'Episcopio ravennate, voluta dal Vescovo Pietro II e dedicata a San Pietro Crisologo, arcivescovo di Ravenna dal 433 al 450.
La cappella fu allestita nel 495.
La Cappella Arcivescovile si presenta con una pianta a forma di croce, dotata di un vestibolo completamente marmoreo nella parte inferiore e ricco di mosaici di straordinaria unicità in quella superiore.
Molto evidente è il messaggio anti-ariano contenuto nell'opera musiva dell'atrio, che rappresenta il Cristo Guerriero, con la Croce sulla spalla, nell'atto di schiacciare le belve dell'eresia, atto di rivendicazione ideologica contro l'allora dominante governo politico dell'ariano Teodorico.
Nella volta a vela spiccano le immagini dei quattro arcangeli della tradizione biblica più antica – Michele, Gabriele, Raffaele e Uriele – che reggono un clipeo con il Monogramma Cristologico, immersi fra racemi abitati (cioè popolati da animali, in questo caso piccoli uccelli, simbolo del contesto paradisiaco), mentre negli spazi di risulta si collocano i simboli dei quattro Evangelisti, rappresentati con i loro rispettivi libri evangelici, a sottolineare che l'autentica fede cristiana è quella ortodossa.
Nei sottarchi sono rappresentati busti di Cristo, di sei santi (a destra) e sei sante (a sinistra) dell'età dei martiri, ulteriore messaggio che evidenzia la natura ortodossa di questo monumento così significativo per l'arte ravennate dell'era teodoriciana.

## Galleria d'immagini

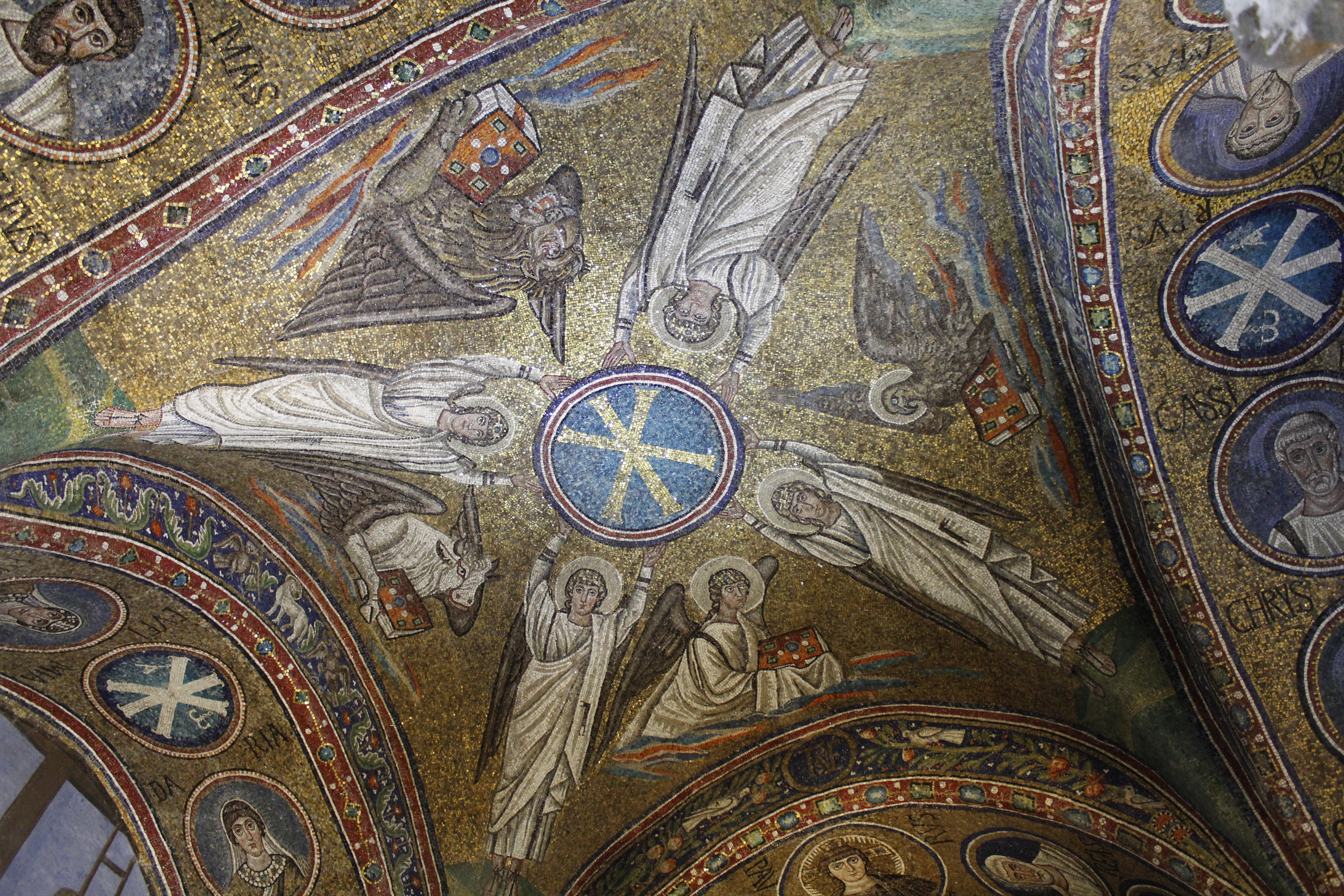
Volta
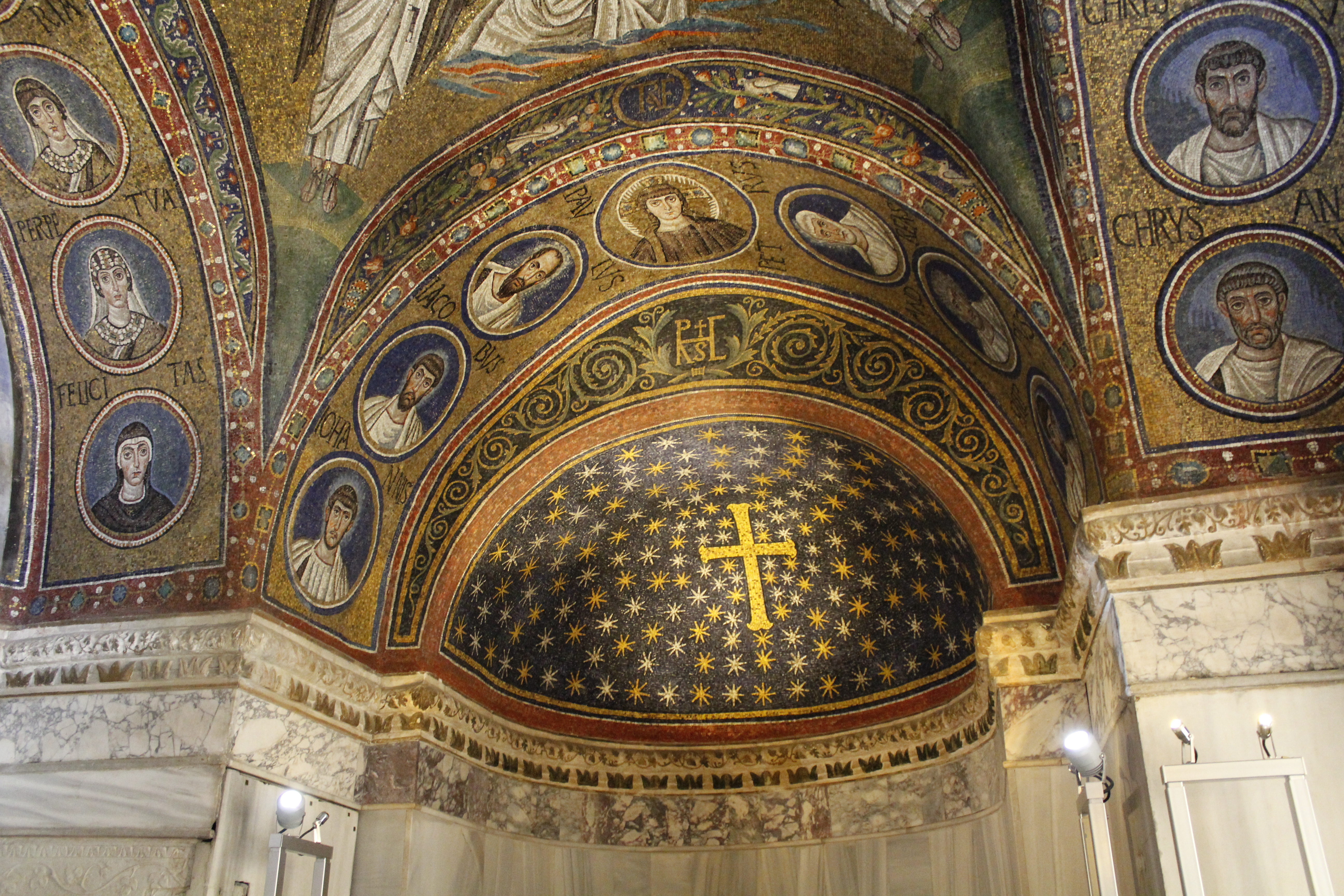
Abside
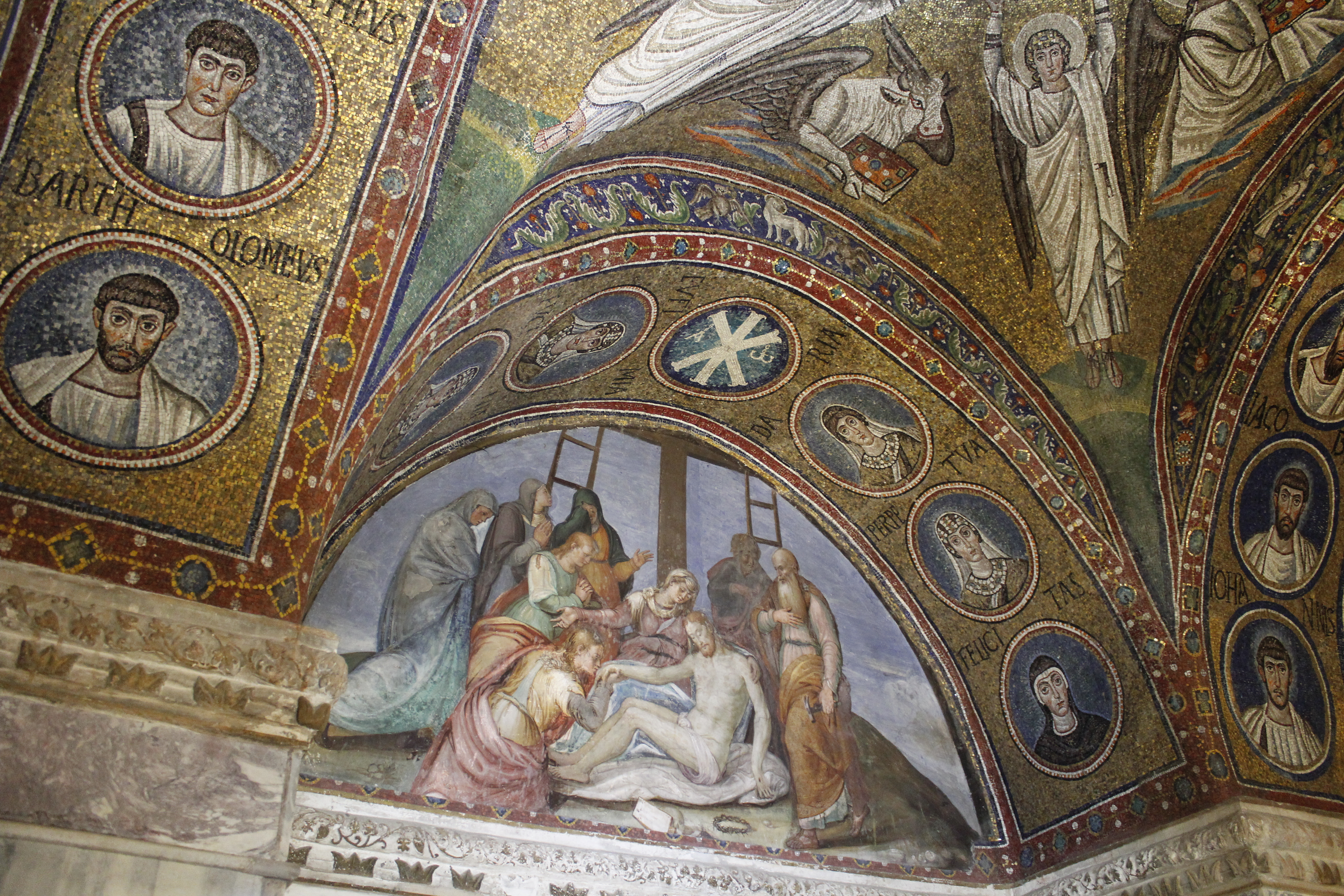
Lunetta a destra
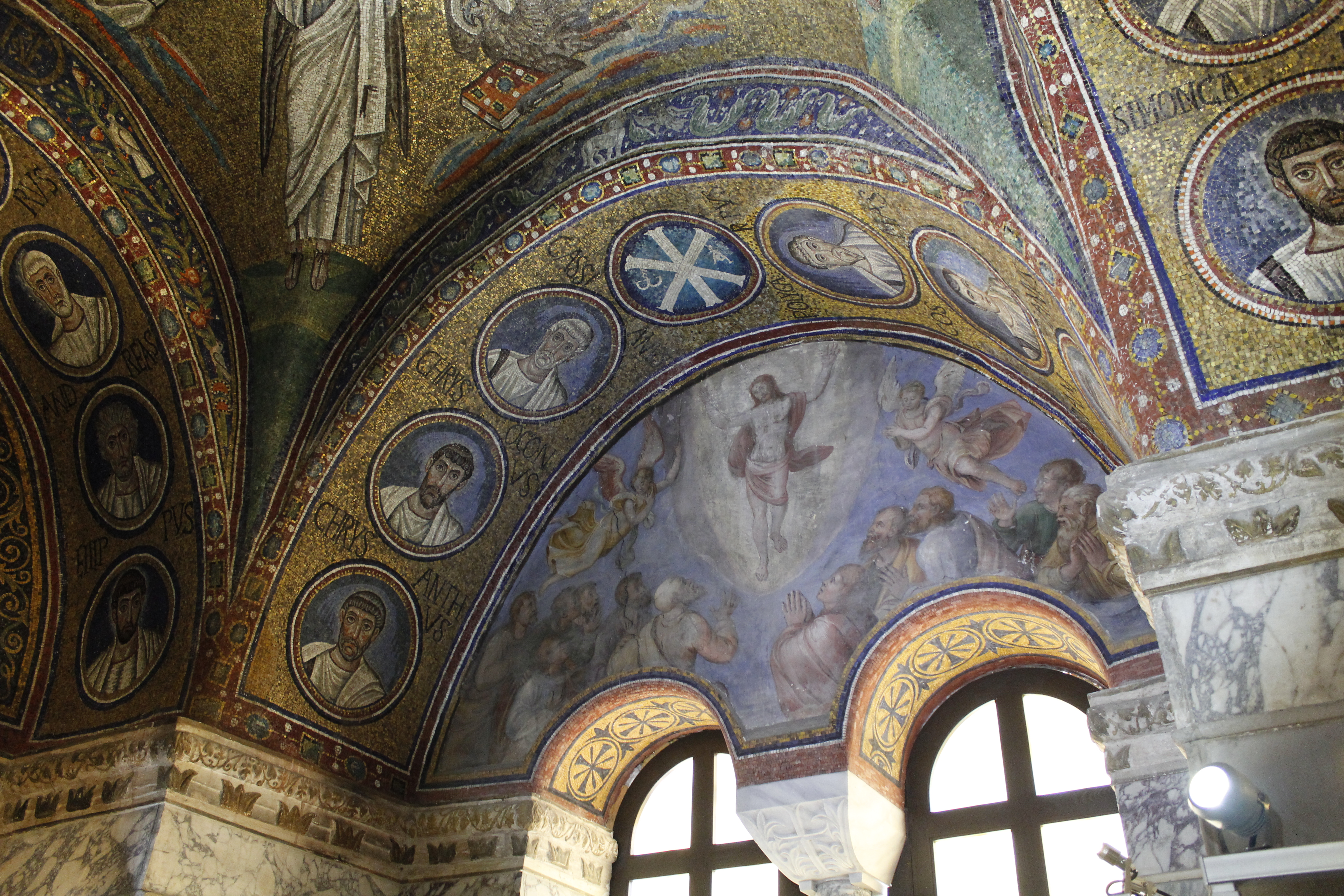
Lunetta a sinistra
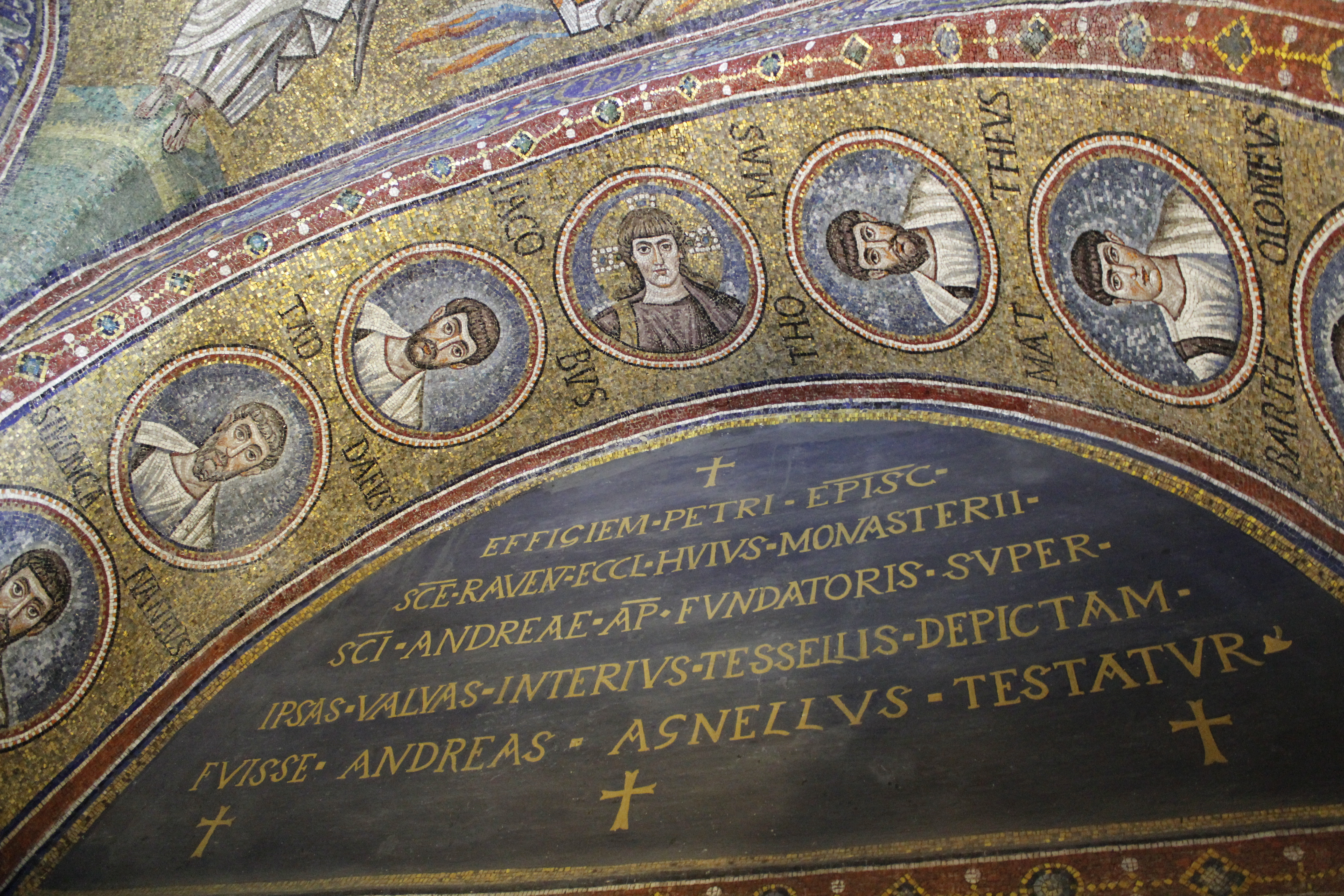
Particolare